# Като Ломб
Катó Ломб (угор. Lomb Kató;  справжнє ім'я — Сілард Каталін, угор. Szilárd Katalin; 8 лютого 1909, Печ (Угорщина) — 9 червня 2003, Будапешт) — відома угорська перекладачка, письменниця, одна з перших у світі синхронних перекладачок.

##### Біографія
Като Ломб народилася 8 лютого 1909 року в місті Печ у родині лікаря Арміна Сциларда та Гізелли Шварц. У 1926 році, у віці сімнадцяти років, закінчила гімназію св. Єлизавети. Като переїхала до Будапешта, коли їй виповнився 21 рік, де познайомилася і вийшла заміж за Лаубе Фрігеса (пізніше сім'я змінила прізвище на Ломб), інженера з відомої родини інженерів-електриків. Стала відомою завдяки своїм здібностям у сфері вивчення іноземних мов. Вільно розмовляла, читала і писала англійською, китайською, польською, російською мовами. Зі словником читала болгарською, данською, румунською, словацькою, українською мовами та латиною.
За освітою — фізик і хімік, однак уже замолоду цікавилася мовами, які вивчала самостійно. Як вона пише у своїх спогадах, під час Другої світової війни вона таємно вивчала російську мову, читаючи без словника «Мертві душі» М. Гоголя. Коли радянські війська зайняли Угорщину, служила перекладачем у радянській воєнній адміністрації. Продовжувала вивчення мов усе своє життя. Швидко просувалася кар'єрною драбиною, отримала посаду перекладача в Міністерстві закордонних справ Угорщини. У ході службових поїздок відвідала кілька десятків країн, про що розповіла в своїй книжці «Подорожі перекладача навколо світу».
Привертає увагу той факт, що більшість мов, якими володіла Ломб, вона освоїла самостійно, працюючи виключно з підручниками та художньою літературою мовою, яку вивчала. Свій метод вивчення мов вона виклала в книзі «Як я вивчаю мови». В основі її підходу лежить принцип «повного занурення в мову»: освоєння граматики паралельно з читанням оригінальних текстів і запам'ятовуванням сталих виразів, які найчастіше використовуються в усному мовленні.
За декілька років до смерті, у віці 90 років, маючи ясний розум і прекрасну пам'ять, Ломб почала вивчати іврит, а також планувала опанувати арабську.
Цитати
|  | «Мовні навички найкраще розвиває читання сучасних п'єс, новел, романів, написаних в хорошому, доступному стилі. Так звані «ситуативні елементи» мови сховані у контексті художньої розповіді і непомітно вкарбовуються в пам'ять та асоціативно згадуються, коли ми потрапляємо в ситуацію, подібну до тієї, яку зустріли в книзі.“ (Як я вивчаю мови. Нотатки поліглота, 1970 рік) Оригінальний текст (угор.) «A nyelvi készségeket legjobban a kortárs színdarabok, novellák, regények olvasása fejleszti, amelyeket jó, hozzáférhető stílusban írtak. Az úgynevezett „helyzeti elemek” a szépirodalmi szövegkörnyezetbe rejtve észrevétlenül vésődnek az emlékezetbe, és asszociatívan jutnak eszünkbe, amikor olyan helyzetbe kerülünk, amely hasonló ahhoz, amellyel a könyvben találkoztunk.» |

Твори
- Így tanulok nyelveket (Egy tizenhat nyelvű tolmács feljegyzései) - перекладена російськую під назвою «Як я вивчаю мови. Нотатки поліглота»; 1970; 1972; 1990; 1995 (ISBN 963-602-617-3)
- Egy tolmács a világ körül — «Подорожі перекладача світом», 1979 (ISBN 963-280-779-0)
- Nyelvekről jut eszembe... — «Мови нагадують мені...», 1983 (ISBN 963-500-230-0)
- Bábeli harmónia (Interjúk Európa híres soknyelvű embereivel) - «Гармонія Вавилону (інтерв'ю з відомими поліглотами Європи)», 1988 (ISBN 963-282-023-1)